# John Sheahan
John Sheahan (født 19. maj 1939) er en irsk violinist, fløjtenist, folkemusiker, digter og komponist. Han var medlem af folkemusikgruppen The Dubliners fra 1964 til 2012. Efter Barney McKennas død i april 2012 var han det medlem, der havde været med i gruppen længst tid.

## Opvækst og familie
John Sheahan blev født i Dublin den 19. maj 1939. Hans far, der stammede fra Glin, County Limerick, var medlem af Garda Síochána (det irske politi) og arbejde i Dublin. Han er grandnevø af Patrick Sheahan, der var politiman i Dublin, og som døde i 1905 da han reddede en kloakarbejder, der var blevet udsat for giftige gasser i en kloak i Hawkins Street, Dublin, hvor der i dag står en mindestøtte.
Han gik på den lokale Christian Brothers-skole i Marino, Dublin, hvor han modtog sin første musikalske undervisning og lærte at spille tinwhistle. Dette foregik sammen med Paddy Moloney, som senere grundlagde The Chieftains, og Leon og Liam Rowsome, der var sønner af sækkepibespilleren Leo Rowsome. Dan han var omkring 12 år gammel begyndte han at blive aktivt interesseret i musik, og han begyndte snart at spille på en violin, som lå derhjemme. Han blev opfordret til at spille af sine forældre, og han gik på Municipal School of Music (i dag kendt som Dublin Institute of Technology) hvor han studerede klassisk violin i over 5 år.
Omkring dette tidspunkt begyndte han at interessere sig for traditionel irsk musik, hvilket nogle gange fik ham til at improvisere over klassisk musik. Hans vejleder brød sig ikke om at han "komponerede", men Sheahan fortsatte med at bruge klassiske teknikker til at spille traditionel musik, og dette ledte til, at han udviklede sin egen unikke stil, som gav ham flere priser på forskellige feiseanna (festivaler med traditionel irsk musik, dansk, digterkunst og litteratur). Han var også interesseret i amerikansk bluegrass violinmusik, hvilket også påvirkede hans stil, hvilket kan høres på melodier som "Flop Eared Mule" (også kaldet "Donkey Reel"), der blev indspillet med The Dubliners i 1968, 1969 og 1983.
I 1967 blev han gift med Mary Morgan og parret har tre børn.

## Karriere

### Med The Dubliners
Sheahan spillede i en række forskellige band rundt omkring i landet indtil han mødte The Dubliners i begyndelsen af 1960'erne. På dette tidspunkt var gruppen blevet dannet af Ronnie Drew, Barney McKenna, Ciarán Bourke og Luke Kelly. Han blev en del af gruppen i 1964 sammen med Bobby Lynch. Begge musikere havde spillet i pauserne ved gruppens koncerter og blev normalt på scenen under anden halvdel af showet. Da Luke Kelly flyttede til England i 1964 blev han midlertidigt erstattet med Lynch, men da Kelly vendte tilbage i 1965 forlod Lynch bandet mens Sheahan blev. Han er det eneste medlem The Dubliners har haft, som har fået en formel musikuddannelse.
Efter at The Dubliners havde eksisteret i 50 år og efter McKenna, som var det sidste grundlæggende medlem, døde i efteråret 2012, annoncerede Sheahan at The Dubliners ville stoppe som band efter deres 50-års jubilæumsturné. Den sidste sammensætning af gruppen med Sheahan selv bestod af Sean Cannon, Eamonn Campbell, Patsy Watchorn og Gerry O'Connor. De fire resterende fortsatte under navnet The Dublin Legends.

### Efter The Dubliners
I 2013 turnerede han med Jane & Shane i Danmark, hvor de spillede klassisk musik og berømte irske jigs som bl.a. "The Irish Washerwoman". Han deltog også i uformelle koncerter på pubber Dublin med andre irske musikere og Luke Kellys bror Jim Kelly.
I april 2013 sendte den irske tv-station RTÉ en dokumentar om hans liv og karriere med The Dubliners i programmet kaldet John Sheahan – A Dubliner. I maj tog han til Dundalk Primary School hvor han fortalte om sin karriere med bandet. I oktober samme år deltog Sheahan i The Late Late Show på RTÉ sammen med Paddy Moloney fra The Chieftains og de fremførte sammen en jig på tin whistle. Sheahan udtalte, at han arbejdede på et soloalbum, som ville indeholde en samling af uindspillede kompositioner, som han havde skrevet i løbet af de seneste 50 år, og at han var i gang med en bog med sine digte.
Han spillede på Templebar Tradfest i Dublin City Hall i januar 2014. I april 2014 modtog Sheahan to Irish Film and Television Awards for tv-dokumentaren John Sheahan – A Dubliner. Den 10. april 2014 deltog Sheahan i Ceiliúradh, hvor han og andre irske musikere optrådte i Royal Albert Hall ved det irske præsidentbesøg i Storbritannien. Han sang et vers af "The Auld Triangle" og han spillede violin for nogle af de andre musikere. I juni 2014 optrådte han ved en velgørenhedskoncert i Dublin, for at indsamle penge til cystisk fibrose. I september 2014 optrådte han med RTÉ Concert Orchestra dirigeret af Gearoid Grant, live på Meeting House Square under Culture Night 2014.

### Andre bidrag
Han er kendt for sin komposition "The Marino Waltz", som blev populær i 1980'erne da den blev brugt i en reklame for Bord na Móna.
Sheahan har spillet sammen med den hollandske violinist André Rieu live i Dublin. Deres mest kendte nummer er "The Irish Washerwoman".
Sheahan har bidraget som gæstemusiker på adskillige albums. Blandt de kunstnere og grupper, som han har arbejdet med, er:
- Mary Black
- Kate Bush
- Sinead O'Connor
- U2
- The Pogues
- Shane MacGowan
- Ronan Keating
- Fil Campbell
- Cherish the Ladies
- Liam Clancy
- Danú
- Ronnie Drew
- Danny Doyle
- Dublin City Ramblers
- Damien Dempsey
- Declan O'Rourke
- Foster & Allen
- Finbar Furey
- The Fureys
- Andy Irvine
- Jim McCann
- Daniel O'Donnell
- Diarmuid O'Leary
- Paddy Reilly
- Ralph McTell
- André Rieu
- Gibb Todd
- Terence Trent D'Arby
- Patsy Watchorn
- Whipping Boy[24][25][26]
- Glen Hansard[27]

## Diskografi
Udover at have medvirket på The Dubliners udgivelser siden sin optagelse i bandet har John Sheahan også udgivet flere albums selv, samt medvirket på andre kunstneres værker.

### Solo
- 1987 In Our Own Time – John Sheahan og Michael Howard
- 2008 The Marino Suite – John Sheahan og Young European Strings Chamber Orchestra

### Genudgivelser
- In Our Own Time
- 2000 In Our Own Time – John Sheahan og Michael Howard
- 2003  altz – John Sheahan og Michael Howard

### Gæsteoptrædener
- 1970 McCann – Jim McCann, John Sheahan: violin og tinwhistle
- 1978 Guaranteed Ronnie Drew – Ronnie Drew, John Sheahan: violin og tinwhistle
- 1980 Jim McCann – Jim McCann, John Sheahan: violin og tinwhistle
- 1980 Raised On Songs And Stories – Danny Doyle, John Sheahan: violin og tinwhistle
- 1980 Rare Ould Times – Dublin City Ramblers (Patsy Watchorn), John Sheahan: tinwhistle og elektrisk klaver
- 1981 The Highwayman – Danny Doyle, John Sheahan: tinwhistle
- 1981 Hounds of Love – Kate Bush, John Sheahan: fløjter
- 1987 By the Time It Gets Dark – Mary Black, John Sheahan: violin
- 1987 Flight of Earls – Dublin City Ramblers (Patsy Watchorn nuværende medlem af The Dubliners), John Sheahan: violin og tinwhistle
- 1987 Twenty Years A-Growing – Danny Doyle, John Sheahan: violin
- 1989 The Sensual World – Kate Bush, John Sheahan: violin
- 1989 Dublin Me Darlin' – Danny Doyle, John Sheahan: violin og tinwhistle
- 1992 Eastwind – Andy Irvine, John Sheahan: violin
- 1992 Lament – forskellige kunstnere
- 1995 Heartworm – Whipping Boy, John Sheahan: violin
- 1997 The Wind & The Rain – Finbar Furey, John Sheahan: violin
- 1998 The Craic & Porter Too – Patsy Watchorn, John Sheahan: violin
- 1999 The Humour Is On Me Now – Ronnie Drew, John Sheahan: violin og tinwhistle
- 1999 Connected – Gibb Todd, John Sheahan: violin
- 2000 Ceol Reoite (Music for the Millennium) – forskellige kunstnere, John Sheahan: violin
- 2001 Girls Won't Leave The Boys Alone – Cherish the Ladies, John Sheahan: violin
- 2003 The Road Less Traveled – Danu, John Sheahan: violin
- 2003 Live in Dublin – André Rieu, John Sheahan: violin
- 2005 Songbirds (The Firs Ladies of Irish Song) – Fil Campbell, John Sheahan: violin og tinwhistle
- 2005 "The Finest" A Collection of Folk Classics – Diarmuid O'Leary, John Sheahan: violin og tinwhistle
- 2010 Music of Ireland – Welcome Home – forskellige kunstnere, John Sheahan: violin